# Rosa Calzecchi Onesti
Rosa Calzecchi Onesti (Milà, 17 de maig de 1916 – Milà, 7 d'agost de 2011) fou una traductora, professora, hel·lenista i llatinista italiana.
Coneguda per les traduccions, en prosa ritmica, de la Ilíada (1950) i de l'Odissea (1963), publicades per la casa editora Einaudi, va traduir també l'Eneida (apareguda en primer lloc a Milà, editada per l'Istituto Editoriale Italiano, i després continuada per Einaudi), i nombrosos altres textos del grec antic i del llatí.

## Obres principals
Les moltes publicacions de Rosa Calzecchi Onesti són conseqüència ja sigui de la seva activitat de traductora com del seu compromís didàctic i de la seva militanza catòlica, però el treball que li ha donat més gran fama és la traducció de la Ilíada, realitzada entre el 1948 i el 1950, en col·laboració amb Cesare Pavese.
Pavese, pel seu interès per l'antropologia i els mites, volia fer publicar per part de l'editor Einaudi, de qui era col·laborador, una traducció del poema homèric que reproduís el més possible el sabor del text original. S'havia dirigit en primer lloc a Mario Untersteiner, de qui havia llegit i amb qui havia discutit la Fisiologia del mito, i Untersteiner li va proposar la seva ex estudiant, aleshores professora a Cesena. Les proves de traducció de Calzecchi van agradar a Pavese i va començar així una labor que es prolongà per dos anys, a través d'un extensa correspondència (els dos no es van trobar mai de persona), en què cada detall de la traducció, del ritme del vers a la tria de com traduir els epítets, de les estructures sintàctiques a la disposició dels parlars, fou acuradament debatut, a través d'una revisió de Pavese sobre la labor de la traductora i les contrapropostes de Calzecchi, a qui l'escriptor va deixar sempre la darrera decisió.
Quan Pavese es va matar la tasca havia acabat i ja s'havia iniciat, amb la mateixa forma, la traducció de l'Odissea, que Calzecchi va acabar i Einaudi va publicar.